# Muni Metro
Muni Metro é o sistema de Veículo Leve Sobre Trilhos (light rail transit - LRT) que opera na cidade de São Francisco, Califórnia, Estados Unidos da América.
O início das operações aconteceu em 1990. Administrado pela "San Francisco Municipal Transportation Agency" (SFMTA), atualmente o sistema está organizado em sete linhas, com nove estações subterrâneas e 24 na superfície. Os trens percorrem 115 quilômetros de linha.

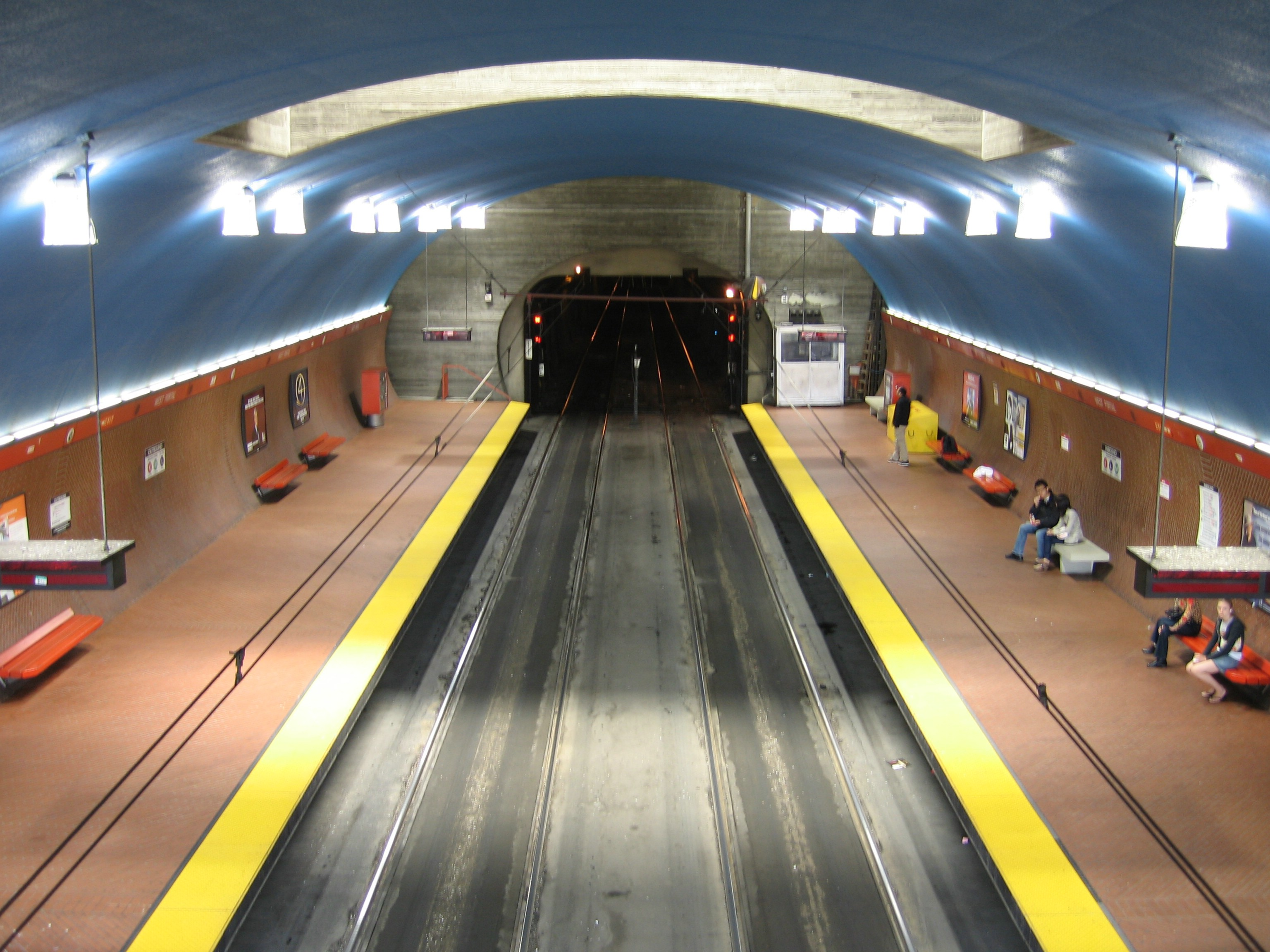
Estação West Portal "Muni Metro"